# Aire (Ardenas)
Aire é uma comuna francesa na região administrativa de Grande Leste, no departamento das Ardenas. Estende-se por uma área de 6,29 km². Em 2010 a comuna tinha 229 habitantes (densidade: 36,4 hab./km²).